# 일라이 고레이

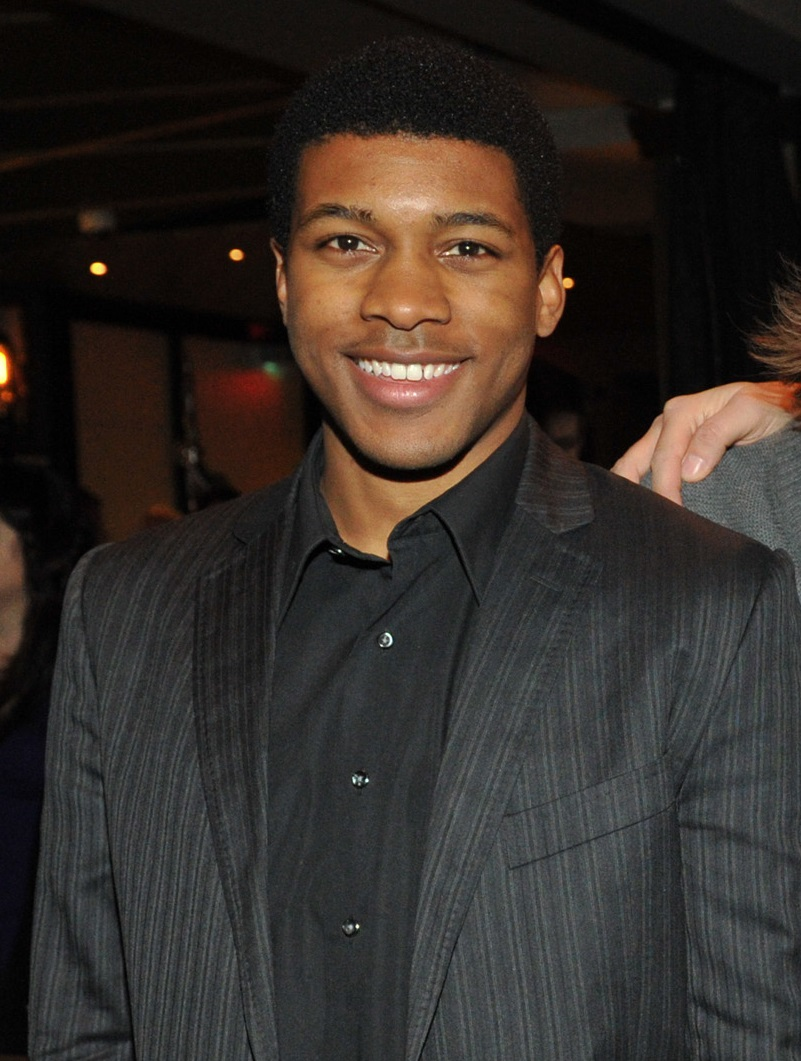

일라이 고레이(영어: Eli Goree, 1994년 5월 26일 ~ )는 캐나다의 배우이다. 영화 《마이애미에서의 하룻밤》에서 무하마드 알리를 연기했다.

## 영화
- 고질라 (2014년) - PO No. 3 역
- 레이스[2] (2016년) - 데이브 알브리튼 역
- One Night in Miami (2020년) - 무하마드 알리 역